# Kloster Dietenborn
Das Kloster Dietenborn war von 1109 bis 1556 ein Kloster zuerst der Benediktiner, ab 1496 der Zisterzienserinnen, in Dietenborn, Ortsteil von Großberndten, Stadt Sondershausen, in Thüringen.

## Geschichte
12 Kilometer westlich Sondershausen (zwischen Großberndten und Kleinberndten) gründete das Benediktinerkloster Reinhardsbrunn 1109 das Tochterkloster Dietenborn, das von 1496 bis zu seiner Auflösung 1556 mit Zisterzienserinnen (anfänglich aus Kloster Eldena) besiedelt war. Heute sind nur noch Ruinen vorhanden, ferner ein Mühlengebäude und der Klosterteich. Hervorzuheben ist das Brunnengebäude „Bonifatiusborn“, das durch den 2004 gegründeten örtlichen Klosterverein 2009 mit einem Glockenturm (samt Glocke) versehen wurde, der nebst mehreren Informationstafeln an das einstige Kloster erinnert. Seither gibt es sporadisch wieder sakrale Handlungen am Ort.